# 5605 (année hébraïque)
5605 (hébreu : ה'תר"ה, abbr. : תר"ה) est une année hébraïque qui a commencé à la veille au soir du 14 septembre 1844 et s'est finie le 1er octobre 1845. Cette année a compté 383 jours. Ce fut une année embolismique dans le cycle métonique, avec deux mois de Adar - Adar I et Adar II. Ce fut la cinquième année depuis la dernière année de chemitta.

## Calendrier
Ce calendrier hébraïque de l'année 5605 donne les correspondances avec les dates du calendrier grégorien.
Le premier nombre dans chaque case correspond au jour du mois hébraïque. Les jours en couleurs sont des jours remarquables juifs .
| ◄◄ | 5605 | ►► |

## Naissances
- Wilhelm Röntgen
- Edmond de Rothschild

## Décès
- Nathan de Bratslav

5600 - 5601 - 5602 - 5603 - 5604 - 5605 - 5606 - 5607 - 5608 - 5609 - 5610